# Иганино (Новокузнецкий район)
Иганино — посёлок в Новокузнецком районе Кемеровской области. Входит в состав Красулинского сельского поселения.

## География
Центральная часть населённого пункта расположена на высоте 189 метров над уровнем моря.

## Население
По данным Всероссийской переписи населения 2010 года, в посёлке Иганино проживает 85 человек (45 мужчин, 40 женщин).